# Kaplica cmentarna w Trzęsówce
Kaplica cmentarna w Trzęsówce – kaplica cmentarna z 1869 roku w Trzęsówce, wpisana do rejestru zabytków nieruchomych województwa podkarpackiego. Znajduje się na cmentarzu parafialnym w Trzęsówce. 

## Historia
Kaplica powstała w 1869 roku z fundacji Antoniny i Józefa Piaseckich, właścicieli Trzęsówki. Początkowo dach budowli pokrywał gont, natomiast w latach 1905-1906 przeprowadzono jej remont, podczas którego gonty zastąpiono blachą. W połowie XX wieku kaplicę gruntownie odrestaurowano.

## Opis kaplicy
Murowana z cegły kaplica ma wymiary 5 na 5 metrów. Wewnątrz znajduje się ołtarz św. Józefa, który przeniesiony został z kaplicy zakonnej Sióstr Józefitek w Trzęsówce. W kaplicy pochowani są jej fundatorzy, natomiast w jej wnętrzu, na przedniej ścianie, z prawej strony wmurowane są metalowe epitafia pogrzebanych.